# Emma White (Radsportlerin)
Emma White (* 23. August 1997 in Duanesburg, New York) ist eine ehemalige US-amerikanische Radsportlerin, die auf Bahn und Straße aktiv war sowie Querfeldeinrennen bestritt.

## Sportliche Laufbahn
Ihre ersten Erfolge hatte Emma White, als sie 2013 US-amerikanische Jugend- und im Jahr darauf Junioren-Meisterin im Einzelzeitfahren wurde. 2015 belegte sie im Straßenrennen der Juniorinnen bei den Straßenweltmeisterschaften jeweils Platz zwei in Straßenrennen und Einzelzeitfahren. Parallel dazu startete sie erfolgreich bei Querfeldeinrennen. In dieser Disziplin wurde sie 2105 US-amerikanische Junioren-Meisterin, 2017 bei den Panamerikameisterschaften U23-Meisterin und im Jahr darauf nationale U23-Meisterin. Bei den Cyclocross-Weltmeisterschaften 2017 im luxemburgischen Beles belegte sie im U23-Rennen Rang acht. Bei den Cyclocross-Weltmeisterschaften 2018 im niederländischen Valkenburg wurde sie Siebte der U23. Im Juli 2019 wurde sie als bis dahin jüngste Fahrerin US-amerikanische Meisterin der Elite im Kriterium.
Ab 2019 wurde White zunehmend im Bahnradsport aktiv. Mit Lily Williams, Kendall Ryan und Christina Birch errang sie bei den panamerikanischen Bahnmeisterschaften Silber in der Mannschafts- und zudem Bronze in der Einerverfolgung. In anderer Zusammensetzung (Jennifer Valente, Chloé Dygert und Birch) gewann der Vierer Gold beim ersten Lauf des Bahn-Weltcups in Minsk – Mannschaftsverfolgung (mit Jennifer Valente, Chloé Dygert und Christina Birch) und im Frühjahr 2020 den sechsten Lauf mit Valente, Dybert und Williams.
Im Februar 2020 wurde das erfolgreiche Quartett in Berlin Weltmeister in der Mannschaftsverfolgung, nachdem der Vierer im Jahr zuvor Rang sieben belegt hatte. Bei den Olympischen Spielen in Tokio errang White mit Megan Jastrab, Jennifer Valente, Chloé Dygert und Lily Wiliams die Bronzemedaille in der Mannschaftsverfolgung. Im Herbst 2021 kündige Emma White ihren Rücktritt vom Radsport an.

## Familie
White ist eines von fünf Geschwistern; im Alter von neun Jahren begann sie mit dem Radsport. Ihr älterer Bruder Curtis White ist ebenfalls Radsportler und fuhr ab 2016 mit ihr im selben Team, Rally Cycling.

## Erfolge

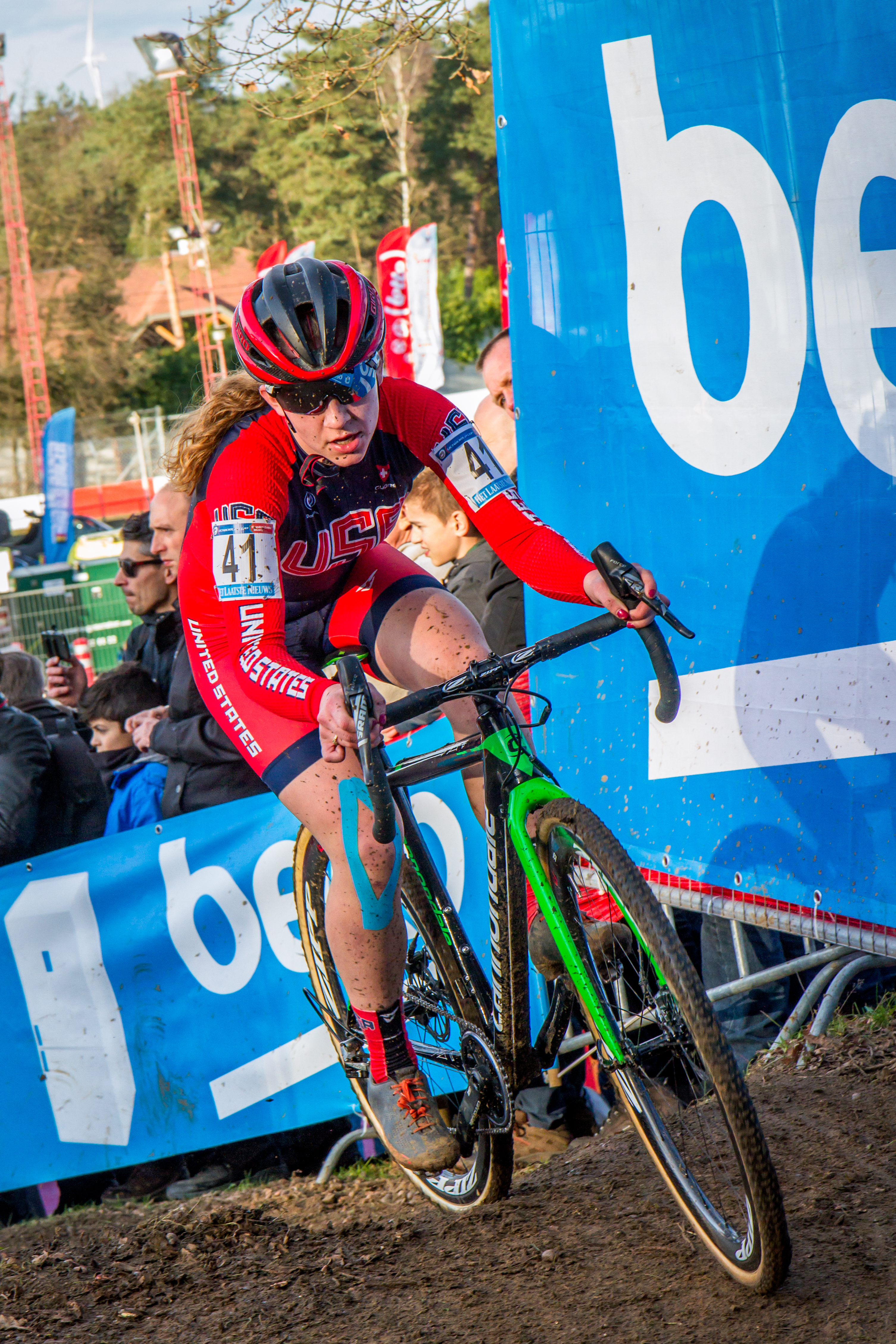
White beim Weltcuprennen 2015 in Heusden-Zolder

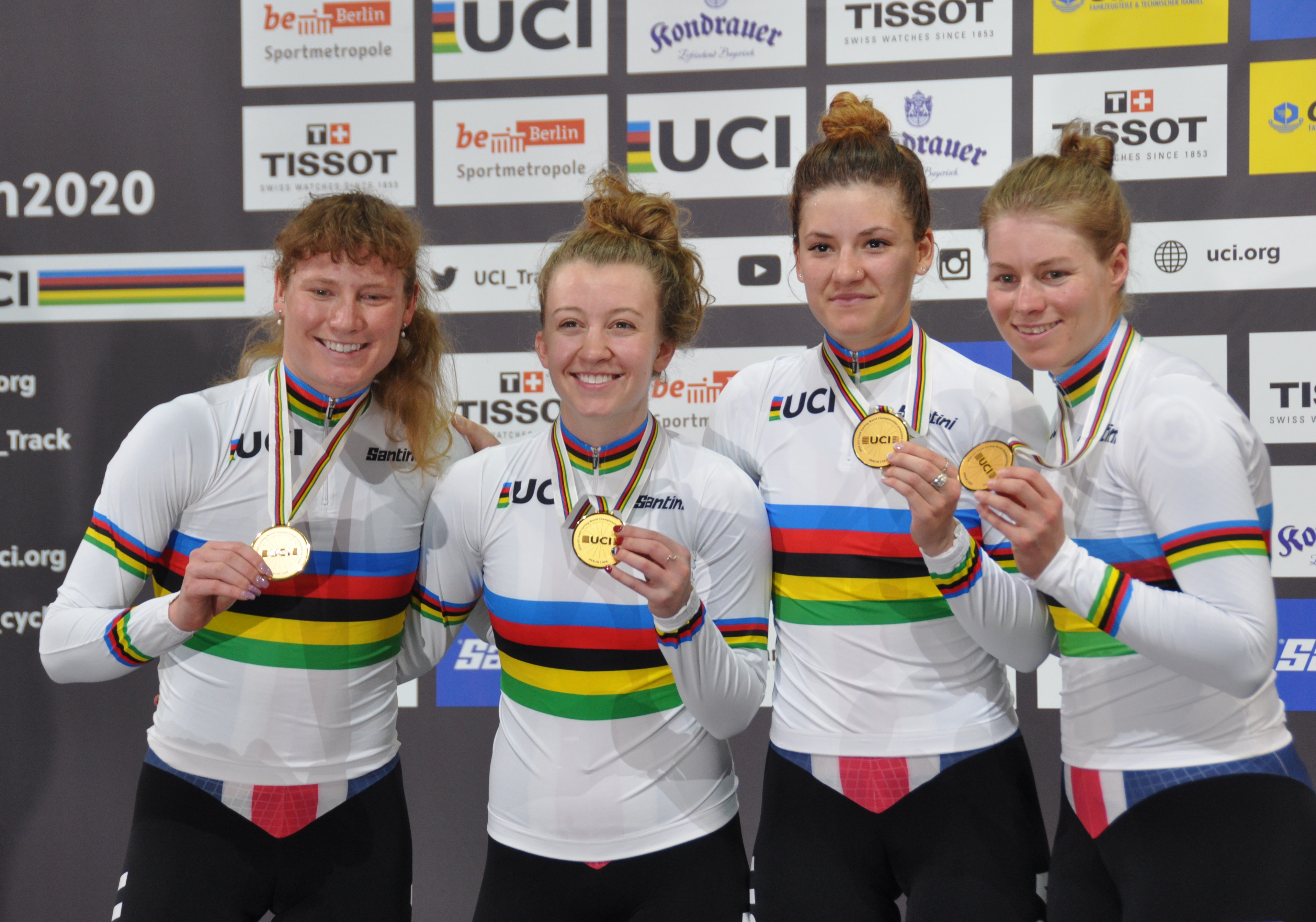
Weltmeisterinnen in der Mannschaftsverfolgung 2020 (v. l. n. r.): Lily Williams, Emma White, Chloé Dygert und Jennifer Valente

### Bahn
2019
- Panamerikameisterschaft – Mannschaftsverfolgung (mit Lily Williams, Kendall Ryan und Christina Birch)
- Panamerikameisterschaft – Einerverfolgung
- Weltcup in Minsk – Mannschaftsverfolgung (mit Jennifer Valente, Chloé Dygert und Christina Birch)

2020
- Weltcup in Milton – Mannschaftsverfolgung (mit Jennifer Valente, Chloé Dygert und Lily Williams)
- Weltmeisterin – Mannschaftsverfolgung (mit Jennifer Valente, Chloé Dygert und Lily Williams)

2021
- Olympische Spiele – Mannschaftsverfolgung (mit Megan Jastrab, Jennifer Valente, Chloé Dygert und Lily Wiliams)

### Straße
2013
- US-amerikanische Jugend-Meisterin – Einzelzeitfahren

2014
- US-amerikanische Junioren-Meisterin – Einzelzeitfahren

2015
- Junioren-Weltmeisterschaft – Einzelzeitfahren, Straßenrennen

2017
- eine Etappe Tour of the Gila

2018
- eine Etappe Tour of the Gila

2019
- US-amerikanische Meisterin – Kriterium

### Querfeldein
2014/2015
- US-amerikanische Junioren-Meisterin

2016/2017
- Panamerika-Meisterschaften (U23)

2017/2018
- Panamerikanische U23-Meisterin
- US-amerikanische U23-Meisterin